# 降E大調

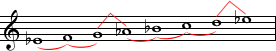
E♭大調音階（為全音，為半音）

E♭大調是一個基於E♭音的大調，由E♭、F、G、A♭、B♭、C、D和E♭組成，調號有三個降號。關係小調是C小調，並行小調是E♭小調。

## 特色
E♭大調常和勇敢、英雄式的音樂有關，部份也是因為路德维希·范·贝多芬的使用。貝多芬的第3號交響曲、第5號鋼琴協奏曲及大奏鳴曲都是E♭大調。（假定是）貝多芬的第10號交響曲也是E♭大調。而在貝多芬之前的弗朗切斯科·加拉齊（Francesco Galeazzi）認為E♭大調是「英雄式的曲調，極為雄偉、莊重及嚴肅。在這些方面E♭大調比C大調要強。」

## 代表作品
- 莫扎特協奏交響曲，作品KV 364
- 莫扎特第39號交響曲，作品KV 543
- 莫扎特第9號鋼琴協奏曲，作品KV 271
- 莫扎特雙鋼琴協奏曲，作品KV 365
- 莫扎特第2號法國號協奏曲，作品KV 417
- 莫扎特第3號法國號協奏曲，作品KV 447
- 莫扎特第4號法國號協奏曲，作品KV 495
- 莫扎特《魔笛》（Die Zauberflöte）
- 貝多芬第3號交響曲，作品55
- 貝多芬第5號鋼琴協奏曲，作品73《皇帝》（Emperor）
- 孟德爾頌弦樂八重奏，作品20
- 蕭邦華麗的大波蘭舞曲，作品22
- 蕭邦第九號夜曲No.2
- 舒曼鋼琴五重奏，作品44
- 舒曼第3號交響曲，作品97《萊茵》(Rhenish)
- 布魯克納第4號交響曲
- 理查·史特勞斯《英雄的生涯》（Ein Heldenleben），作品40
- 馬勒第8號交響曲
- 蕭斯塔柯維契第九號交響曲，作品70

## 外部連結
- E♭大調作品的免费乐谱，由国际乐谱典藏计划提供